# كريستينا شتال
كريستينا شتال (بالرومانية: Cristina Stahl) هي مبارزة بالسيف رومانية، ولدت في 9 أبريل 1978 في بوخارست في رومانيا.

## وصلات خارجية
- كريستينا شتال على موقع الاتحاد الدولي للمبارزة (الإنجليزية)
- كريستينا شتال على موقع أوليمبيديا (الإنجليزية)